# Michel-Marie Zanotti-Sorkine
Michel-Marie Zanotti-Sorkine (Nizza, 8 gennaio 1959) è un presbitero, scrittore e cantautore francese.

## Biografia
Don Michel-Marie Zanotti-Sorkine è nato a Nizza l'8 gennaio 1959. È nato in una famiglia di origine ebraica, russa e corsa. Chiamato al sacerdozio fin dall'infanzia, senza rinunciare alla sua vocazione, nel 1980 ha deciso di recarsi a Parigi per intraprendere, sotto l'incoraggiamento di Tino Rossi e Aimé Barelli, una carriera artistica di cantante che è continuata fino al 1988.
Incoraggiato da padre Joseph-Marie Perrin, che era stato il direttore spirituale della filosofa Simone Weil, e da padre Marie-Dominique Philippe, fondatore della Comunità di San Giovanni, ha deciso di entrare nell'Ordine dei frati predicatori. Vi è rimasto fino al 1992 quando, conquistato dalla vita di padre Massimiliano Kolbe, è entrato nell'Ordine dei frati minori. Dopo aver soggiornato a Treviso e a Padova, ha completato gli studi presso la Pontificia università "San Tommaso d'Aquino" di Roma. È stato quindi inviato in Romania dove è stato vice maestro dei novizi. In questo periodo ha scritto una preghiera mariana per le persone malate di AIDS che è stata benedetta da papa Giovanni Paolo II e che ha avuto ampia diffusione in Europa, Africa e Asia.

### Sacerdote a San Vincenzo de' Paoli
Nel 1997 è tornato al clero secolare e il 30 maggio 1999 è stato ordinato presbitero dal cardinale Bernard Panafieu, arcivescovo metropolita di Marsiglia, che lo ha accolto nella sua diocesi. È stato vicario parrocchiale della basilica del Sacro Cuore a Marsiglia dal 1999 al 2004, capo dei laici Missionari della Carità di Madre Teresa di Calcutta dal 1998 al 2004 e parroco della parrocchia di San Vincenzo de' Paoli, situata nella parte superiore di La Canebière dal 2004. Questa era una parrocchia completamente in rovina. Sotto la sua guida, questa chiesa ha vissuto una rinascita spettacolare anche nella partecipazione alla messa. Per nomina di monsignor Georges Paul Pontier è stato decano del centro della città di Marsiglia dal 2006 al 2014.

### Fraternità dei Santi Apostoli

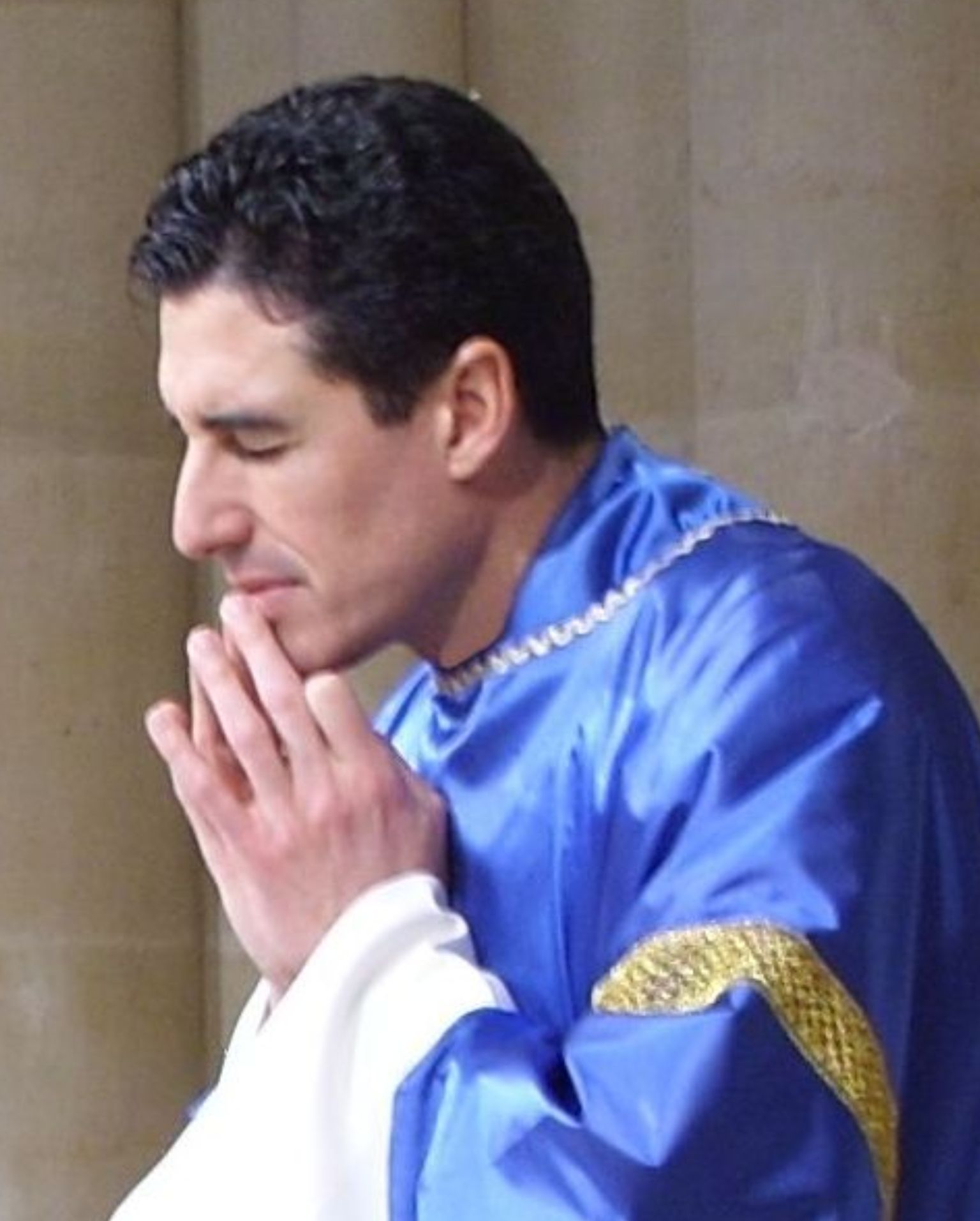
Don Michel-Marie Zanotti-Sorkine nel 2011.

Michel-Marie Zanotti-Sorkine ha ispirato la Fraternità dei Santi Apostoli, un'associazione pubblica di fedeli di diritto diocesano fondata il 7 aprile 2013 
dall'arcivescovo di Malines-Bruxelles André-Joseph Léonard.
Il 15 luglio 2016 monsignor Jozef De Kesel, successore di monsignor Léonardo, ha deciso di sciogliere la Fraternità dei Santi Apostoli, considerando che "l'iniziativa è problematica se si considera che la maggior parte seminaristi della Fraternità dei Santi Apostoli vengono dalla Francia dove molte regioni stanno vivendo una crudele mancanza di sacerdoti. Il numero di seminaristi belgi, sia olandesi che francesi, potrebbe aumentare nel tempo. Ma, in questo caso, potrebbero anche provenire da altre diocesi belghe mentre tutti riferiscono all'arcidiocesi. Questa prospettiva non è quindi da promuovere nelle circostanze attuali perché mostra una grave mancanza di solidarietà tra vescovi, sia con quelli del nostro paese che con i nostri vicini francesi".
La Fraternità contava 6 sacerdoti, un diacono e più di 25 seminaristi.

### Cappellano al Santuario di Nostra Signora di Laus
Nel 2014, dopo aver officiato per dieci anni come parroco a Marsiglia, in accordo con il suo vescovo, ha chiesto di essere accolto come confessore nella cappella della Medaglia Miracolosa in Rue du Bac a Parigi. All'ultimo momento, quando tutto era pronto, la missione gli è stata negata dai funzionari della cappella, a causa della mania popolare suscitata dalla sua venuta. L'11 settembre 2014, d'intesa con monsignor Georges Paul Pontier e monsignor Jean-Michel di Falco, vescovo di Gap, hanno risposto favorevolmente alla richiesta di don Michel-Marie Zanotti-Sorkine di essere associato alla missione pastorale dei cappellani del santuario di Nostra Signora di Laus.
Il 1º novembre 2014 è stato accolto da più di mille fedeli. In questo santuario mariano, Michel-Marie Zanotti-Sorkine opera come cappellano e predicatore, anima diversi ritiri e sessioni che coinvolgono centinaia di persone. Dedica il resto del suo tempo alla realizzazione di progetti letterari e artistici.
Il 6 aprile 2016 è stata organizzata una serata sul tema della misericordia dalla catena di librerie La Procure e dalle case editrici Éditions Robert Laffont e Artège nella chiesa di Saint-Sulpice a Parigi. Alla conferenza intitolata "La Miséricorde, atout cœur dans le jeu de Dieu" hanno partecipato 4000 persone.

### Attività apostoliche a Parigi
Nel novembre del 2016 ha firmato un contratto con il Warner Music Group. Il suo primo album Bonjour la vie è stato pubblicato il 24 marzo 2017.
Da settembre del 2017, secondo monsignor Georges Paul Pontier, egli è al servizio di una comunità laica dedicata che si trova sulla collina di Montmartre, gli "ausiliari del cuore di Gesù", dove riceve centinaia di persone ogni settimana. Persegue anche il suo lavoro sacerdotale, artistico e letterario.
Ha partecipato a uno spettacolo televisivo nel Québec intitolato "La victoire de l'amour" pronunciando un'omelia settimanale sul testo del Vangelo del giorno. Dal 22 al 28 maggio 2018, ha fatto una visita pastorale in Québec, dove ha tenuto una conferenza nella cattedrale di Maria Regina del Mondo a Montréal.
Il 19 gennaio 2019 ha composto un recital con canzoni scritte e composte da lui stesso presso il Teatro Athénée Louis-Jouvet che quella sera era pieno.

## Opere

### Predicazione
I suoi sermoni sono sentiti in oltre 25 paesi grazie a un sito web a lui dedicato. I suoi libri, CD e DVD hanno venduto decine di migliaia di copie.

### Libri
- De l'amour en éclats, Ad Solem, 2003, 135 p. ISBN 9782884820202
- De sa part, Douze lettres de saint Dominique écrites post gloriam, Ad Solem, 2005, 123 p. ISBN 9782884820431
- À l'âge de la Lumière, Dialogue avec la pensée des hommes, in collaborazione con padre Marie-Dominique Philippe, Ad Solem, 2006 ISBN 9782884820561
- La passion de l'amour, Ad Solem, 2008, 79 p. ISBN 9782940402212
- Cette nuit, l'éternité, éditions de L'Œuvre, 2009, 157 p. ISBN 9782356310507
  - in formato pocket: Cette nuit, l'éternité, Éditions Artège, 2018 ISBN 9791033605737
  - in italiano: Stanotte, l'eterno, 2011, 168 p. ISBN 9788821569777
  - in rumeno: În noaptea asta, Eternitatea, 2013, 160 p. ISBN 9786068092744
- Au diable la tiédeur, Robert Laffont, 2012, 101 p. ISBN 9782221133903
  - in formato pocket: Au diable la tiédeur, Pocket, 2014, 168 p. ISBN 9782266243131
  - in italiano: I tiepidi vanno all'inferno. Piccolo trattato sul sale della vita, 2013, 190 p. ISBN 9788804631354
- Marie, mon secret, conversation avec la Vierge, Liamar International Publishing Group, 2012, 173 p. ISBN 9782363550064
  - in formato pocket: Marie, mon secret, conversation avec la Vierge, Éditions Artège, 2015 ISBN 9782360405978
  - in italiano: Maria, mio segreto. Conversazione con la Vergine, San Paolo Edizioni, 2016 ISBN 9788821598883
- Croire, Questions éternelles, réponses actuelles, Éditions Artège, 2012 ISBN 9782360401222
  - in italiano: Credere. Domande eterne, risposte attuali, La Fontana di Siloe, 2015, 72 p. ISBN 9788867370481
  - in polacco: Wierzyć. Aktualne odpowiedzi na odwieczne pytania, 2015, 88 p. ISBN 9788374226745
- Homme et prêtre, tourments, lumières, confidences, Ad Solem, 2013, 464 p. ISBN 9791090819207
  - in formato pocket : Homme et prêtre, tourments, lumières, confidences, Pocket, 2014, 456 p. ISBN 9782266242295
- Le Passeur de Dieu, Robert Laffont, 2013, 165 p. ISBN 9782221140949
  - in caratteri grandi: Le Passeur de Dieu, éditions de La Loupe, 2014, 330 p. ISBN 9782848685427
- L'amour : une affaire sacrée, une sacrée affaire, éditions du Rocher, 2014, 121 p. ISBN 9782268076218
- Lettre ouverte à l'Église, Robert Laffont, 2015 ISBN 9782221190302
- Quand je ne serai plus là, Robert Laffont, 2015 ISBN 9782221188972
- Bonté divine !, Éditions Artège, 2016 ISBN 9791033600848
- Le jeune homme parfait - La jeune fille parfaite, Robert Laffont, 2017 ISBN 9782221198339
- Marie, la vie d'une femme (illustrazioni di François-Xavier de Boissoudy), Parigi, De Corlevour, 2017 ISBN 9782372090445
- «Marie», in Jean-Marie Guenois e Marie-Noëlle Thabut (dir.), Les grandes figures de la Bible, Tallandier, 2018 ISBN 9791021032088
- L’Évangile à cœur ouvert, Robert Laffont, 2018 ISBN 9782221220030
- «Max Jacob», in La Procure, 1919-2019: cent ans de partage, La Procure, 2019 ISBN 9782914742535

### Prefazioni
- La Chartreuse de Montrieux, Sira Productions, 2013 ISBN 9791092539103
- Francis Jacques, Transhumances et conversion, Salvator, 2014 ISBN 9782706710865
- Ludovic Frère, La tendresse de Dieu, Éditions Artège, 2015 ISBN 9782360405930
- Patrice Mahieu, Paul VI, aimer et servir le monde, Mediaspaul, 2018 ISBN 9782712215026

### Canzoni
- Pour l'amour de l'Amour, CD – DVD, 2009
  - Premier Prix du Court-Métrage, Festival International Mirabile Dictu, 2013
- Une idée folle, CD, 2011
- Un cœur de feu, Coffret de 5 CD, 2015
- Bonjour la vie, CD, Warner Music, 2017

### DVD
- Marie, mon secret, DVD, La Victoire de l'Amour, 2018